# 石岩站
石岩站是一个属于深圳地铁13号线的地铁车站，位于中华人民共和国广东省深圳市宝安区石岩街道上屋大道和宝石东路交叉路口以北，沿上屋大道呈南北走向。
车站预计将于2025年随深圳地铁13号线一同正式启用。